# Clindamicina
La clindamicina è un antibiotico facente parte, insieme con la lincomicina, della classe dei lincosamidi. Viene generalmente utilizzata per trattare le infezioni da batteri anaerobi, ma può anche essere usata per trattare alcune malattie protozoarie, come la malaria. Da tempo è divenuta la base di un trattamento topico comune per l'acne e può essere utile anche contro alcuni tipi di infezioni sostenute da MRSA, ovvero infezioni da Staphylococcus aureus meticillino-resistenti. 
L'effetto avverso comune più grave che si registra durante un trattamento con clindamicina è la diarrea associata a Clostridioides difficile, la causa più frequente di colite pseudomembranosa. Sebbene questo effetto indesiderato si possa verificare con quasi tutti gli antibiotici, compresi i beta-lattamici, viene classicamente legato all'uso della clindamicina.
La molecola è frutto della ricerca Upjohn e successivamente è stata acquistata e commercializzata da Pfizer. In Italia è venduta da quest'ultima società col nome commerciale di Dalacin C, nella forma farmaceutica di capsule rigide contenenti 150 o 300 mg di principio attivo.

## Farmacodinamica
La clindamicina inibisce la sintesi proteica legandosi alla subunità ribosomiale 50S batterica, con azione quindi batteriostatica.
Il meccanismo d'azione è simile a quello dei macrolidi, così come lo spettro d'azione. Quest'ultimo tra i batteri Gram positivi comprende Staphylococcus aureus, Staphylococcus epidermidis (includendo anche i ceppi produttori di penicillinasi), streptococchi, pneumococchi, 
Chlamydia trachomatis,

Propionibacterium,
Eubacterium,
Actinomyces,
Peptococcus, Peptostreptococcus e Streptococchi microaerofili. 
Tra i Gram negativi risultano sensibili i Bacteroides
 
e Fusobacterium.
Tra i protozoi l'antibiotico è attivo contro Toxoplasma gondii e Pneumocystis jirovecii.
Tra i clostridi, Clostridium perfringens risulta generalmente, ma non invariabilmente, sensibile. Altre specie, come Clostridium sporogenes e i Clostridium tertium, sono spesso resistenti alla clindamicina.

## Farmacocinetica
A seguito di somministrazione per via orale di una singola dose di 150 mg il farmaco viene velocemente assorbito dal tratto gastroenterico. La concentrazione plasmatica di picco (Cmax) viene raggiunta dopo circa 45 minuti (Tmax) dall'assunzione. La biodisponibilità dopo somministrazione orale è di circa il (90%) e la contemporanea assunzione di cibo non altera significativamente le concentrazioni sieriche. 
Le concentrazioni di clindamicina nel siero superano la concentrazione minima inibente (MIC)) della maggior parte degli organismi sensibili, per un periodo di almeno 6 ore dopo l'assunzione di dosi terapeutiche.
La clindamicina si distribuisce con facilità in diversi fluidi corporei e tessuti biologici, compreso il tessuto osseo. 
L'emivita media è di 2,4 ore. L'eliminazione del farmaco avviene attraverso le urine e le feci: nelle urine il 10% circa è escreto in forma biologicamente attiva e l'analoga quota nelle feci ammonta al 3,6% circa. La quota restante viene escreta sotto forma di metaboliti inattivi. Clindamicina non può essere rimossa in modo efficace dal siero né tramite emodialisi né tramite dialisi peritoneale. Il farmaco viene secreto nel latte materno.

## Usi clinici
La clindamicina viene utilizzata principalmente per il trattamento delle infezioni anaerobiche causate da batteri anaerobici sensibili, tra queste in particolare le infezioni del cavo orale 
e dentali, 
le infezioni del tratto respiratorio, 
della pelle e dei tessuti molli. Viene impiegata anche nel trattamento delle infezioni del collo e del pavimento orale, della regione pelvica e della vagina, dell'addome (particolarmente in caso di peritonite), delle infezioni stafilococciche delle ossa e delle articolazioni. 
Utilizzabile pure nella profilassi dell'endocardite.
In pazienti con ipersensibilità ai beta-lattamici, clindamicina può essere usato in alternativa alla penicillina per trattare le infezioni causate da batteri aerobi sensibili. 
L'applicazione topica di clindamicina fosfato risulta di grande validità nel trattamento dell'acne giovanile, da lieve a moderata.

## Effetti collaterali e indesiderati
In corso di trattamento reazioni avverse comuni (ovvero osservabili in oltre l'1% dei pazienti) associate alla terapia sono: nausea, vomito, dolore addominale o crampi addominali, diarrea, colite pseudomembranosa, rash cutaneo e/o prurito. Alte dosi (somministrate sia per via endovenosa sia orale) possono causare un sapore metallico, e l'applicazione topica può determinare una dermatite da contatto.
L'evento avverso più grave è certamente la colite pseudomembranosa, ovvero un'infezione da Clostridioides difficile, che può essere potenzialmente fatale. Questo tipo di problema è comunemente associato con l'uso di clindamicina, ma può verificarsi anche con l'impiego di altri antibiotici. Nel corso del trattamento antibiotico la crescita eccessiva di Clostridioides difficile, che è intrinsecamente resistente alla clindamicina, porta alla produzione di una tossina la quale provoca una serie di effetti negativi, che vanno dalla diarrea alla colite al megacolon tossico.
Il disturbo si presenta soprattutto nelle donne di mezza età e nelle donne anziane, sottoposte a interventi chirurgici oppure a cicli di terapia antibiotica.
In caso di comparsa di colite pseudomembranosa è necessario procedere alla somministrazione di metronidazolo o vancomicina per via orale, e in quei soggetti in cui la terapia medica fallisce, si procede con l'intervento chirurgico di colectomia, recenti studi indicherebbero l'utilità della batterio terapia fecale.
Altri effetti avversi di più rara osservazione (meno dello 0,1% dei pazienti) comprendono la comparsa di anafilassi, alterazioni della crasi ematica,
poliartrite e fenomeni di epatotossicità, variabili dal semplice aumento dei livelli degli enzimi epatici (in particolare AST e ALT) all'ittero.

## Controindicazioni
Il farmaco è controindicato nei soggetti con ipersensibilità individuale al principio attivo, alla lincomicina oppure a uno qualsiasi degli eccipienti utilizzati nella formulazione farmaceutica. È controindicato anche nelle donne in stato di gravidanza oppure che allattano al seno.

## Dosi terapeutiche
La somministrazione del farmaco può essere per via orale o endovenosa, a seconda della gravità dell'infezione.
Nei soggetti adulti il dosaggio abituale è pari a 150–300 mg, 3 o 4 volte al giorno, a seconda della gravità dell'infezione.
Nella terapia delle infezioni ginecologiche e pelviche, dopo un adeguato periodo di trattamento per via endovenosa, è possibile somministrare 450 mg ogni 6 ore per un periodo di circa 2 settimane.
Nella toxoplasmosi cerebrale in soggetti con sistema immunitario compromesso il dosaggio sale a 600–1200 mg ogni 6 ore per due settimane, ridotto poi a 300–600 mg ogni 6 ore fino a completare un ciclo terapeutico standard di 8-10 settimane.